# Siglo Cero
Siglo Cero o Siglo 0 banda de rock experimental progresivo, fundada en Bogotá a finales de la década de 1960, integrada por el bajista Humberto Monroy (Humo), el baterista italiano Roberto Fiorilli, exintegrantes de Los Speakers, y Ferdie Fernández y Fernando Córdoba, exintegrantes de Los Young Beats.

## Historia
La banda nace en 1969 por los ex-speakers Humberto Monroy y Roberto Fiorilli, el ex-young beat Fernando Córdoba y el ex-flipper Ferdy Fernández, que también actuó con The Young Beats y recién había llegado de Cali a Bogotá. Su debut fue el 31 de mayo de dicho año en el Teatro La Comedia, hoy sede del Teatro Libre, organizado por Álvaro Díaz y Édgar Restrepo, bajo el nombre de Concierto de Rock Ácido Progresivo junto a las bandas Glass Onion y Los Teipus. También tocaron en el Teatro de Radio Sutatenza y en la Universidad Javeriana.
Las presentaciones en vivo de esta banda consistía en que cada integrante creaba su propia tema desarrollando así un bloque armónico con una secuencia rítmica de jazz sin dejar de hacer rock. Además, participaban otros miembros de la escena cultural de la época, como el poeta Sibius, quien en el primer concierto leyó parte de su obra y citó en versión traducida a Timothy Leary: "Enciéndanse, sintonícense y sepárense". Según Luis Daniel Vega y Umberto Pérez (2023), citando a Juan Manuel Lugo, "Sibius era amigo de los primeros melenudos y se dio a cono-cer como poeta bajo ese nombre después de que un marineroborracho, en Buenaventura, lo señalara y le dijera: «tú te llamas Sibius, de esa estrella vienes y para allá te vas»
Siglo Cero grabó un solo LP para la disquera independiente Zodiaco en 1970: Latinoamérica que contenía un único tema dividido en dos maratónicas piezas instrumentales denominadas Viaje I (Lado A) y Viaje II (Lado B), cada uno con alrededor de 16 minutos de duración, con largas improvisaciones por parte de cada uno de los músicos (batería, guitarra y bajo) ocupando cada cara del álbum. Fue producido por Édgar Restrepo Caro y Tania Moreno. Además el grupo inauguró en el Parque Nacional el evento Festival de la vida (27 de junio de 1970).
Aunque su vida fue corta, Siglo Cero juega un papel importante en la historia del rock colombiano ya que después de dejar un registro discográfico tuvo en sus filas a dos músicos importantes como Humberto Monroy que en 1972 crea Génesis (la banda más importante de la segunda generación del rock colombiano) y Roberto Fiorilli que en 1971 da vida a La Columna de Fuego, el último proyecto musical del percusionista italiano en Colombia. Además, Siglo Cero fue la primera agrupación en hacer un LP de esas características y rock progresivo en el país con marcadas influencias de jazz.
En el año 2018 en Portugal se relanza el LP por la disquera Pavillon Records.

## Integrantes
- Humberto Monroy †: bajo, coros.
- Roberto Fiorilli: batería, coros.
- Fernando Córdoba †: guitarra.
- Ferdy Fernández †: guitarra.
- Jaime Rodríguez †: órgano Hammond, guitarra, coros.
- Édgar Restrepo †: percusión (timbales).
- Manuel Galindo: guitarra.
- Mario René: flauta, sax tenor y contralto.
- Margalida Castro: flauta.

## Discografía
- Latinoamérica, Zodiaco (1970).
- Latinoamérica, Pavillon Records (Portugal) (2018).